# Conus hebraeus
Conus hebraeus é uma espécie de gastrópode do gênero Conus, pertencente à família Conidae.